# Adam Schwarz (Schriftsteller)
Adam Schwarz, eigentlich Florian Oegerli (* 11. Oktober 1990 in Bülach), ist ein Schweizer Schriftsteller.

## Leben
Adam Schwarz wurde 1990 in Bülach geboren und wuchs im Zürcher Unterland sowie im Freiamt auf. Er studierte Philosophie und Germanistik in Basel und Leipzig und arbeitete als Journalist u. a. für den Literarischen Monat, Schweizer Monat, VICE sowie für SRF. Er lebt in Basel und veröffentlicht seine Texte unter einem Pseudonym, sein richtiger Name ist Florian Oegerli.
Adam Schwarz war Redaktor der Schweizer Literaturzeitschrift Das Narr und ist Mitglied des Vereins Autorinnen und Autoren der Schweiz. Zum 600-Jahr-Jubiläum von Niklaus von Flüe schrieb er den Roman Das Fleisch der Welt oder Die Entdeckung Amerikas durch Niklaus von Flüe, der 2017 im Zytglogge Verlag erschien.
2017 erhielt er einen Werkbeitrag von der Schweizer Kulturstiftung Pro Helvetia. Im selben Jahr war er für den Literaturpreis «Aargau 2050» des Aargauer Literaturhauses nominiert.

## Werke
- Glitsch. Roman. Zytglogge, Basel 2023, ISBN 978-3-7296-5119-7.[4]
- Das Fleisch der Welt oder Die Entdeckung Amerikas durch Niklaus von Flüe. Roman. Zytglogge, Basel 2017, ISBN 978-3-7296-0957-0.
- Die Revolution in den Bergen. Short Story. Salis, Zürich 2015, ISBN 978-3-906195-46-9 (E-Book).

## Anthologien und Zeitschriften (Auswahl)
- Glitsch. In: Das Narr #30, 2020.
- Die Nachtwache. In: Ein gelber Schuh 29. Swiridoff Verlag, Künzelsau 2018.
- Das Fleisch der Welt. In: poet 22/2017
- Der Fahrplan von Rodersdorf. In: Das Narr, #16-17 – Literarischer Reiseführer Basel, 2016.
- Der Zwischenraum der Gefühle. In: entwürfe 78/2014
- Die Erfindung des Dachs. In: entwürfe 74/2013
- Metaphysik unter Wasser. In: entwürfe 67/2011

## Auszeichnungen
- 2023: Longlist Deutscher Popliteraturpreis mit Glitsch[5]
- 2023: Nomination für den Schweizer Buchpreis mit Glitsch
- 2021: Werkbeitrag des Fachausschusses Literatur BS/BL[6]
- 2018: Aufnahme in die Anthologie des Würth-Literaturpreises, Uni Tübingen
- 2018: Aufenthaltsstipendium am Literarischen Colloquium Berlin[7]
- 2017: Werkbeitrag der Schweizer Kulturstiftung Pro Helvetia[8]
- 2017: Literaturpreis «Aargau 2050» des Aargauer Literaturhauses[9]
- 2016: Teilnahme am «Cenacolo» der Eventi letterari Monte Verità[10]